# Reutlingen
Reutlingen – miasto powiatowe w Niemczech, w kraju związkowym Badenia-Wirtembergia, w rejencji Tybinga, w regionie Neckar-Alb, siedziba powiatu Reutlingen. Największe miasto powiatu, nazywane „Bramą do Jury Szwabskiej”. Najbliższe większe miasta to: Stuttgart (około 31 km na północ) i Ulm (około 57 km na południowy wschód).
W Reutlingen znajduje się ulica, uznawana za najwęższą ulicę świata (Spreuerhofstrasse powstała w 1727 roku, minimalna szerokośc 31 cm).

## Historia
Prawa targowe Reutlingen otrzymało około 1180 roku. W latach 1220–1240 cesarz Fryderyk II Hohenstauf otoczył miejscowość fortyfikacjami i nadał jej prawa miejskie. W 1247 wojska Henryka Raspego bez powodzenia oblegały miasto, a w podzięce za wygraną mieszkańcy rozpoczęli budowę kościoła Mariackiego. W 1337 cesarz Ludwik IV uwolnił Reutlingen spod jurysdykcji sądu z Rottweil, od tej pory miejskie sądy podlegały burmistrzowi. W 1377 w pobliżu miasta miała miejsce bitwa, w której armia wirtemberska dowodzona przez hrabiego Ulryka pokonała wojska Ligi Miast Szwabskich. W 1519 miasto zostało zaatakowane przez wypędzonego z ojczyzny księcia Ulryka Wirtemberskiego, lecz najazd nie powiódł się dzięki pomocy miastu ze strony Związku Szwabskiego. W 1524 dotarła tu reformacja, aż do 1802 wyznawanie protestantyzmu było warunkiem do uzyskania obywatelstwa miasta. Po wojnie trzydziestoletniej populacja wyniszczonego finansowo miasta spadła o jedną trzecią. W 1726 większość zabudowy została zniszczona podczas trwającego trzy dni wielkiego pożaru. W latach 1802–1803 Reutlingen straciło status miasta cesarskiego i weszło w skład Elektoratu, a następnie Królestwa Wirtembergii. W 1818 ustanowiono je siedzibą powiatu Schwarzwaldkreis. W 1859 uruchomiono połączenie kolejowe z Plochingen, które dało impuls do rozwoju przemysłu. 1 kwietnia 1907 w granice miasta włączono miejscowość Betzingen, a w 1939 – Sondelfingen. Podczas II wojny światowej miasto czterokrotnie było niszczone przez naloty bombowe, życie straciły 474 osoby, a dach nad głową – około 5000 mieszkańców. Wskutek działań wojennych liczba ludności spadła z 40 tysięcy do 32 tysięcy. 20 kwietnia 1945 były radny SDP Oskar Kalbfell przekazał miasto zbliżającym się wojskom francuskim i jeszcze tego samego dnia został mianowany p.o. burmistrza, a w 1946, w pierwszych demokratycznych wyborach, wybrano go burmistrzem miasta. W 1949 w granice Reutlingen włączono wieś Ohmenhausen, a w latach 1971–1975 dziewięć kolejnych gmin, które stały się jego dzielnicami. W październiku 1988 liczba mieszkańców miasta przekroczyła 100 tysięcy.

## Gospodarka
W mieście rozwinął się przemysł włókienniczy, odzieżowy, maszynowy, metalowy oraz skórzany.

## Podział administracyjny
W skład miasta wchodzi dwanaście dzielnic (Stadtteil):
- Altenburg
- Betzingen
- Bronnweiler
- Degerschlacht
- Gönningen
- Mittelstadt
- Oferdingen
- Ohmenhausen
- Reicheneck
- Rommelsbach
- Sickenhausen
- Sondelfingen

## Burmistrzowie Reutlingen
- 1803–1804: Christoph Jakob Enslin
- 1804: Karl Wilhelm Kenngott
- 1805–1819: Clemens Christoph Cammerer
- 1819–1837: August Merkh
- 1837–1845: Carl Joseph Cammerer
- 1845–1867: Wilhelm Grathwohl
- 1867–1898: Carl Julius
- 1898–1929: Karl Emil Hepp
- 1929–1933: Karl Haller
- 1933–1945: Richard Dederer, NSDAP
- 1945–1973: Oskar Kalbfell, SPD,
- 1973–1994: Manfred Oechsle, CDU
- 1995–2003: Stefan Schultes, CDU
- 2003–2019: Barbara Bosch
- od 2019: Thomas Keck

## Współpraca
Miejscowości partnerskie:
- Aarau, Szwajcaria
- Bouaké, Wybrzeże Kości Słoniowej
- Duszanbe, Tadżykistan
- Ellesmere Port and Neston, Wielka Brytania
- Pirna, Saksonia
- Reading, Stany Zjednoczone
- Roanne, Francja
- Szolnok, Węgry